# Визенгрунд
Визенгрунд или Лу́койце (нем. Wiesengrund; н.-луж. Łukojce) — коммуна в Германии, в земле Бранденбург.
Входит в состав района Шпре-Найсе. Подчиняется управлению Дёберн-Ланд. Население составляет 1516 человек (на 31 декабря 2010 года). Занимает площадь 50,08 км².

## Населённые пункты
Коммуна подразделяется на 8 сельских округов:
- Дубрау (Дубрава)
- Гари (Гарей)
- Гозда I (Гозд)
- Ете (Яты)
- Клинге (Клинка)
- Маттендорф (Матыйойце)
- Требендорф (Требейце)
- Шмарзо (Смаржов)

## Население
В настоящее время деревня входит в состав культурно-территориальной автономии «Лужицкая поселенческая область», на территории которой действуют законодательные акты земель Саксонии и Бранденбурга, содействующие сохранению лужицких языков и культуры лужичан.
| Год  | Население |
| ---- | --------- |
| 2005 | 1660      |
| 2010 | 1566      |